# Tumulus de Mané-Klud-er-Yer
Le tumulus de Mané-Klud-er-Yer est un tumulus de Carnac, dans le Morbihan en France.

## Localisation
Le mégalithe est situé à environ 180 m au nord-ouest de la route départementale RD768 et environ 150 m au nord-est des maisons du hameau de Ty-er-Go.

## Tomponymie
Le nom de ce mégalithe provient du breton et signifie « perchoir à poules ».

## Description
Il s'agit d'un tertre tumulaire, grossièrement quadrangulaire, d'environ 15 m × 30 m. Trois menhirs font partie du même ensemble
À proximité immédiate, le tumulus voisine avec le dolmen de Kluder-Yer (une dizaine de mètres au sud).

## Historique
Le monument date du Néolithique.
Le dolmen est classé au titre des monuments historiques par arrêté du 9 mai 1938.
Il est dégagé de la végétation qui le recouvre en 2012